# Point au Gaul
Point au Gaul es un pueblo canadiense situado en la provincia de Terranova y Labrador.

## Superficie
Point au Gaul tiene una superficie de 3,89 km².

## Demografía
En 2021, tenía 67 habitantes, una densidad poblacional de 17,2 hab./km², y 41 viviendas.